# Odprti Balkan
Odprti Balkan (albansko Ballkani i Hapur; makedonsko Отворен Балкан, latinizirano: Otvoren Balkan; srbsko Отворени Балкан, latinizirano: Otvoreni Balkan) je gospodarska in politična povezava treh držav članic na Balkanu: Albanije, Severne Makedonije in Srbije. Povezava ima površino 131.935 km2 in ocenjeno število prebivalstva 12  milijonov. Uradni jeziki so albanščina, makedonščina in srbščina. Upravna središča povezave so prestolnice držav članic: Beograd, Skopje in Tirana. Namen povezave je povečanje trgovinske izmenjave in sodelovanja ter tudi izboljšanje bilateralnih odnosov. Sproščen bo prehod meja za ljudi in blago med državami članicami, poenostavljeni bodo postopki zaposlovanja med državami, medsebojnega priznavanje šolskih spričeval in podobno.
Za povezavo se uporablja tudi neuradno poimenovanje »mini schengen«.

## Ozadje
Oktobra 2019 so voditelji ustanovnih članic, srbski predsednik Aleksandar Vučić, albanski predsednik vlade Edi Rama in njegov makedonski kolega Zoran Zaev, v Novem Sadu podpisali deklaracijo, ki je predvidevala vzpostavitev skupnega trga s prostim pretokom blaga, storitev, kapitala in ljudi. K pobudi so povabili tudi Bosno in Hercegovino, Črno goro in Kosovo. Isti voditelji so se julija 2021 sestali v Skopju, kjer je pobuda uradno tudi dobila ime Odprti Balkan.
21. decembra 2021 so Aleksandar Vučić, Edi Rama in Zoran Zaev na srečanju v Tirani podpisali sporazum o prostem pretoku delovne sile ter se dogovorili o nekaterih drugih vidikih povezave, kot so poenostavitve pri prehajanju meje, uskladitve zakonodaje na področju veterinarstva, trgovanja z živalmi, varnosti hrane in hrane za živali. Pozvali so EU, naj podpre pobudo Odprti Balkan.